# Vatra Dornei
Vatra Dornei (allemand: Dorna-Watra) est une ville du județ de Suceava, Bucovine, Moldavie, située dans le nord-est de la Roumanie. 

## Géographie
Vatra Dornei se situe dans une dépression entre plusieurs massifs montagneux dans le nord des Carpates orientales, au confluent de la rivière Bistrița et d'un de ses affluents de rive droite, la Dorna (ro). 
En 2011, elle comptait 14 429 habitants. La population est répartie entre la ville historique et les villages d'Argestru, de Roșu et de Todireni qui lui ont été adjoints.

## Histoire
Connue depuis le XIXe siècle comme station thermale, la localité a aussi développé une très petite station de ski. Le domaine skiable est desservi notamment par un télésiège une place, l'ascension durant une vingtaine de minutes.
L’ancien casino (ro) de style éclectique (inauguré en 1899) est une œuvre de l'architecte viennois Peter Paul Brang (de). Nationalisé et transformé en club ouvrier après l'instauration du régime communiste, le bâtiment, où se tenaient des réunions du parti ou des réunions syndicales, ainsi que des championnats nationaux d'échecs, est devenu désaffecté et aujourd'hui dans un état très dégradé. Après rénovation, il devrait devenir un musée et centre culturel de l'orthodoxie roumaine.

## Transports

### Chemins de fer
Les deux gares Vatra Dornei (ro) (1902) et Vatra Dornei Băi (ro) (1910, celle-ci plus proche des établissements thermaux) sont toutes deux classées monuments historiques.

### Route
La DN17, dont le tracé est ici commun avec celui de la route européenne 58, permet de rejoindre Suceava au nord-est. Et si on prend la même route vers l'ouest, on trouve Bistrița en passant le col de Tihuța.

### Air
L’aéroport international de Suceava, qui dessert le județ de Suceava, est à environ cent vingt kilomètres au nord-est de Vatra Dornei.

## Galerie de photographies

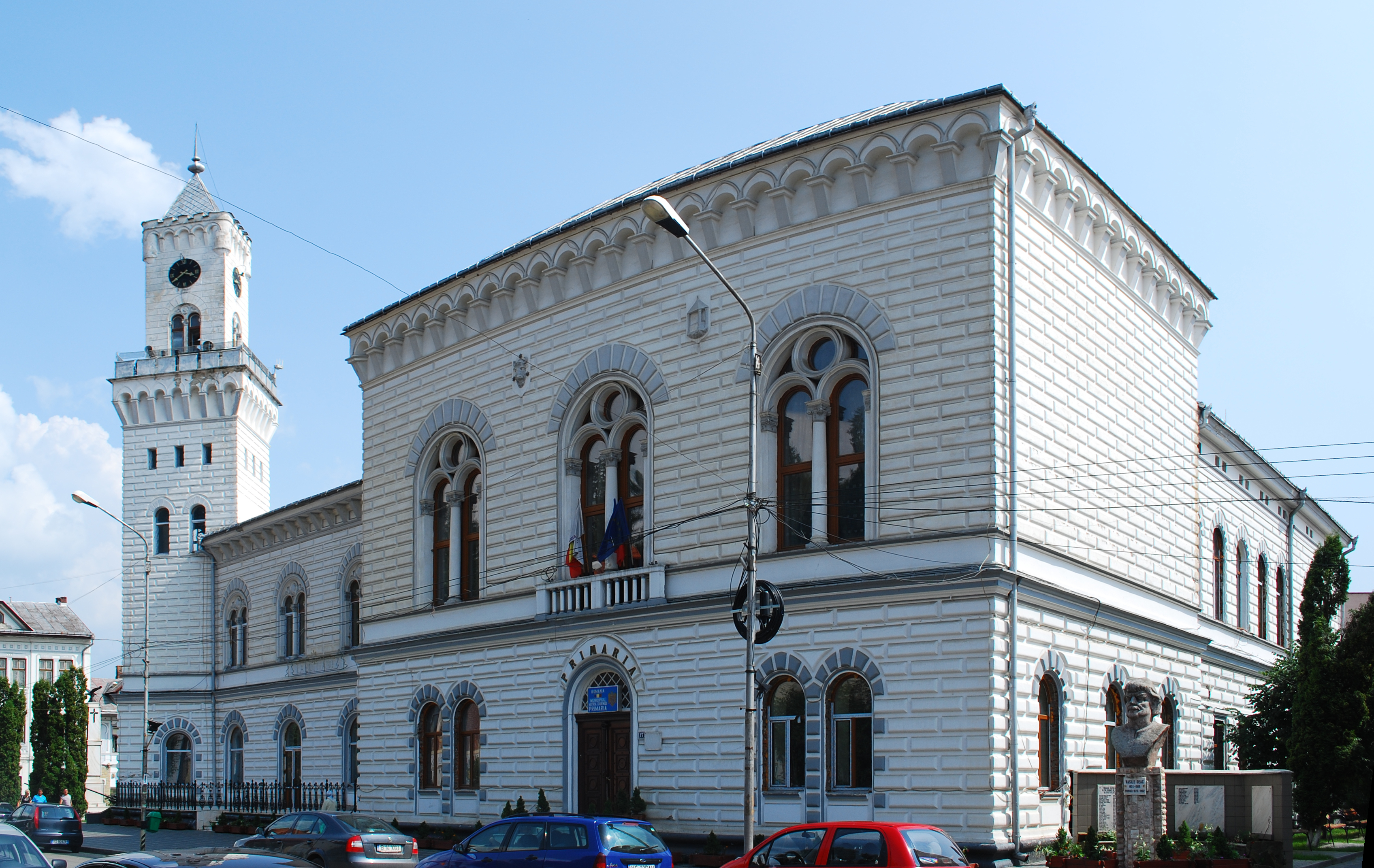
L’hôtel de ville.
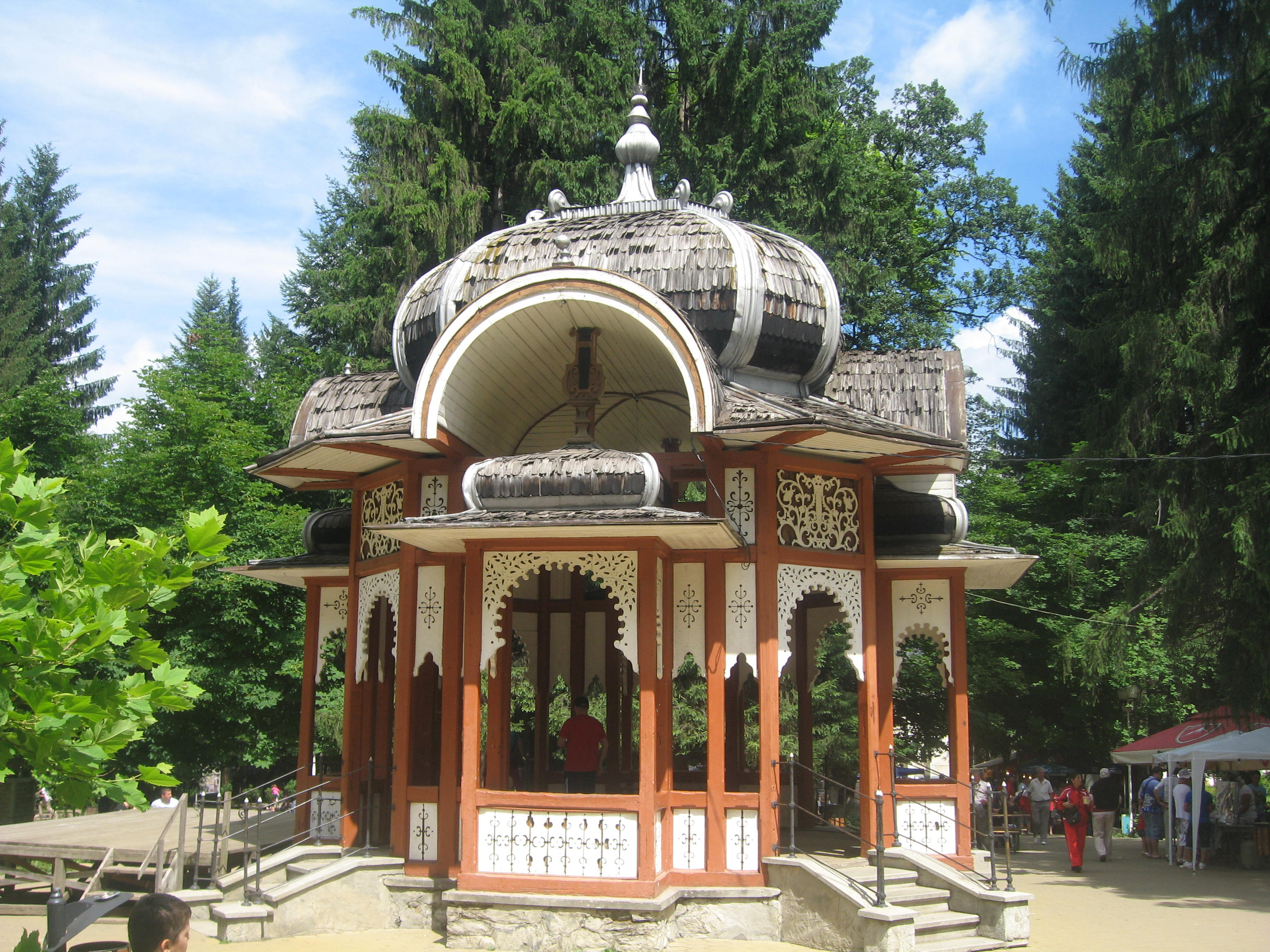
Le pavillon japonais.
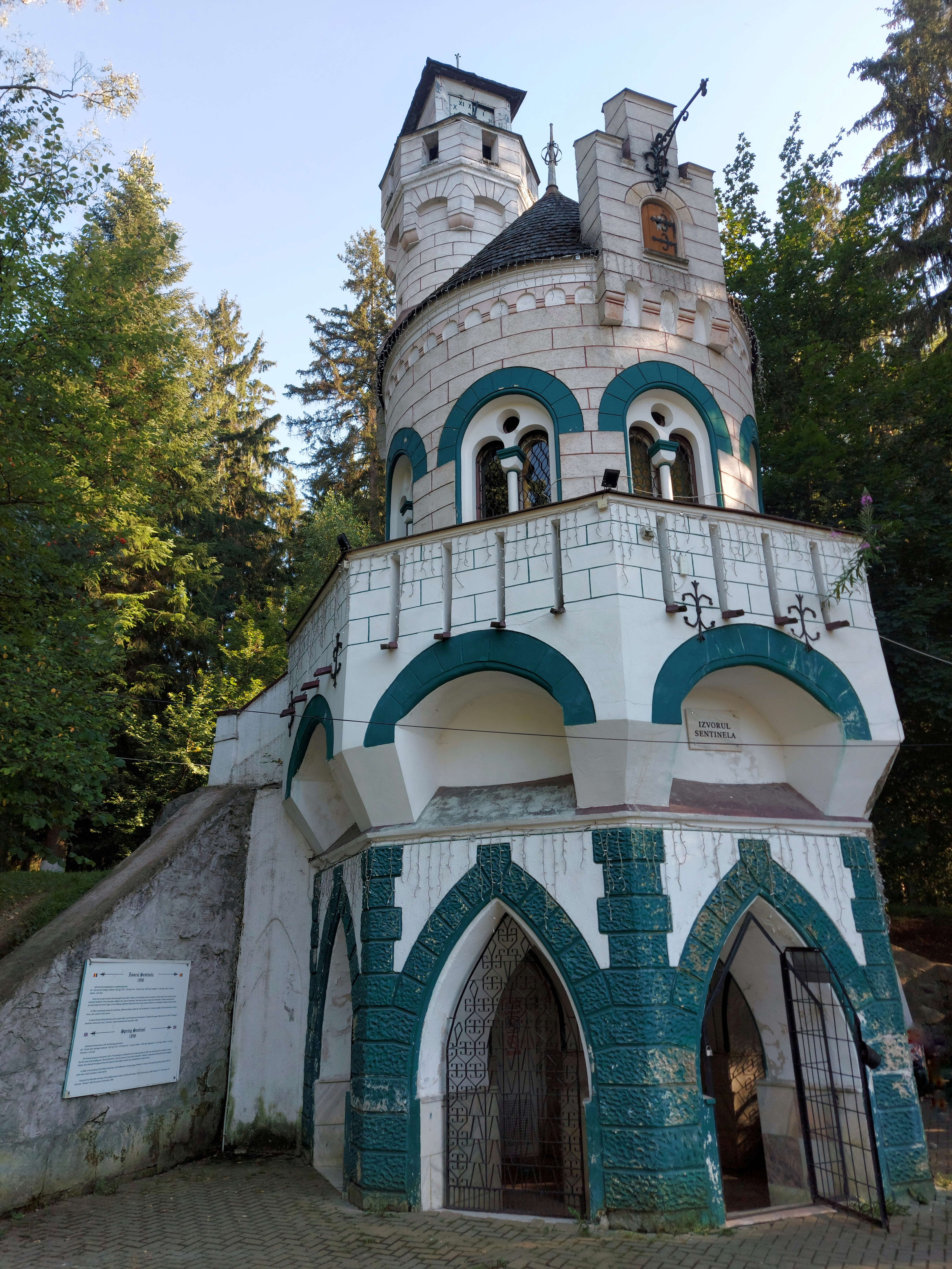
La source Sentinelle.
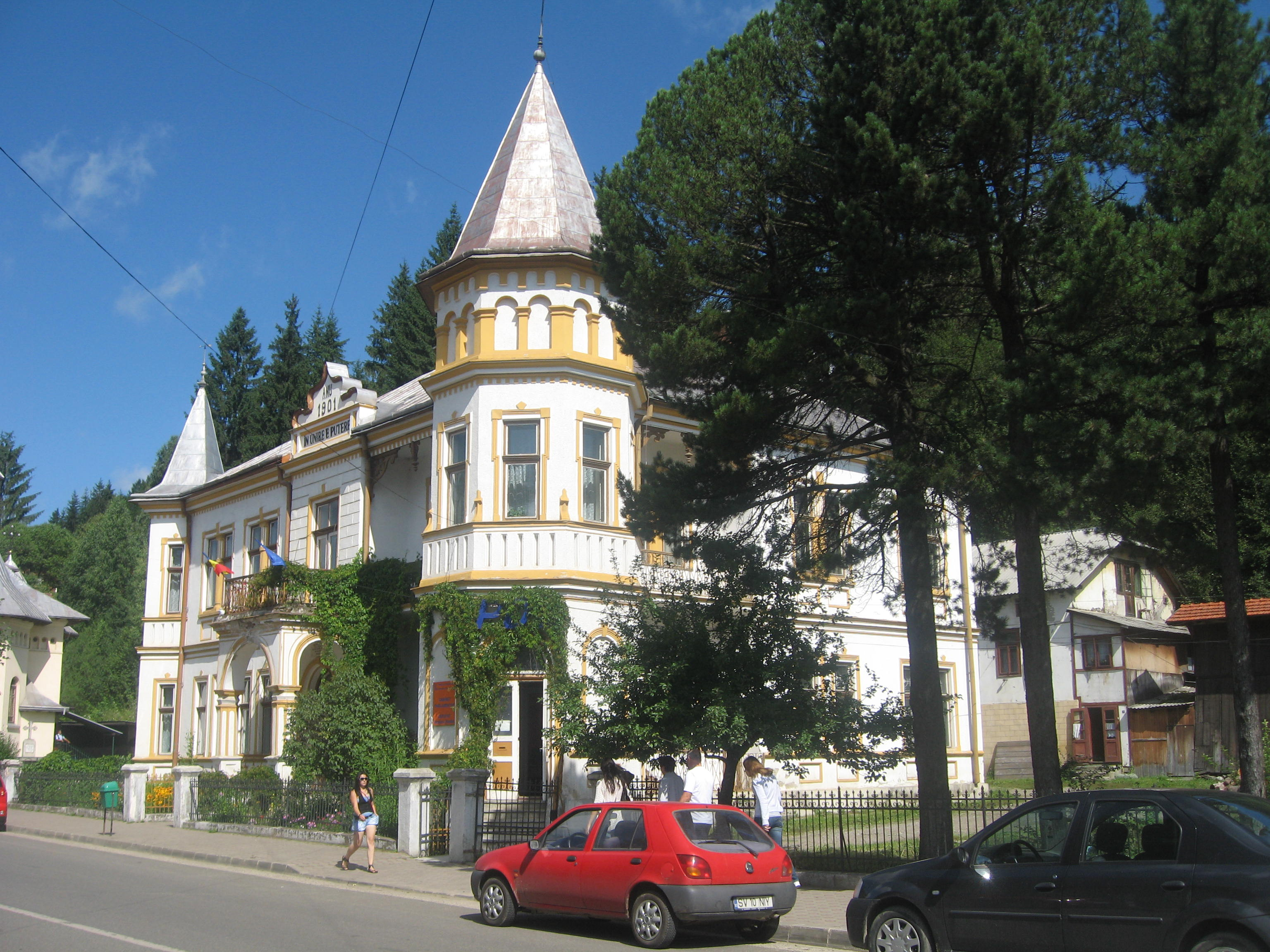
La bibliothèque municipale.
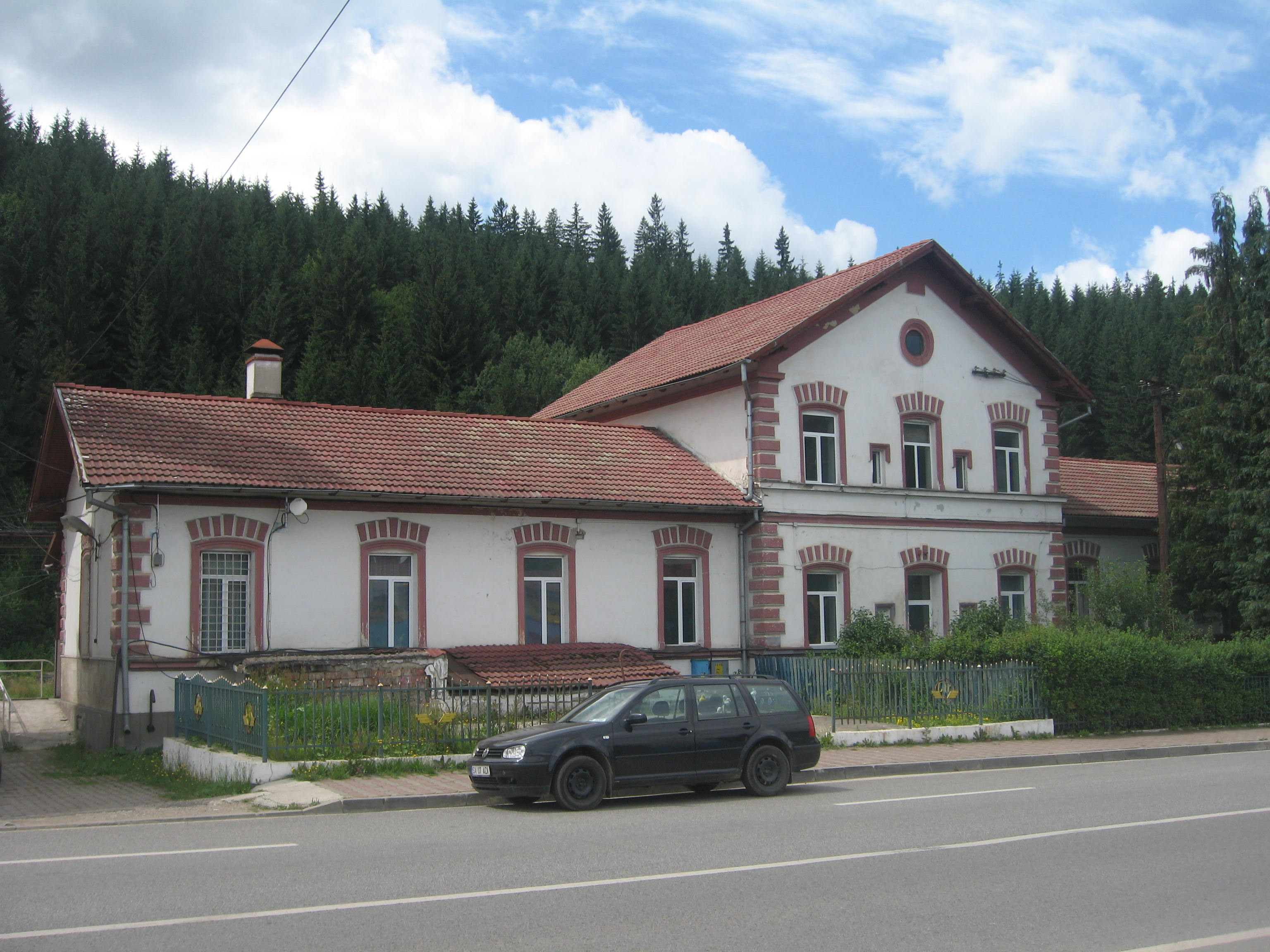
La gare Vatra Dorni.
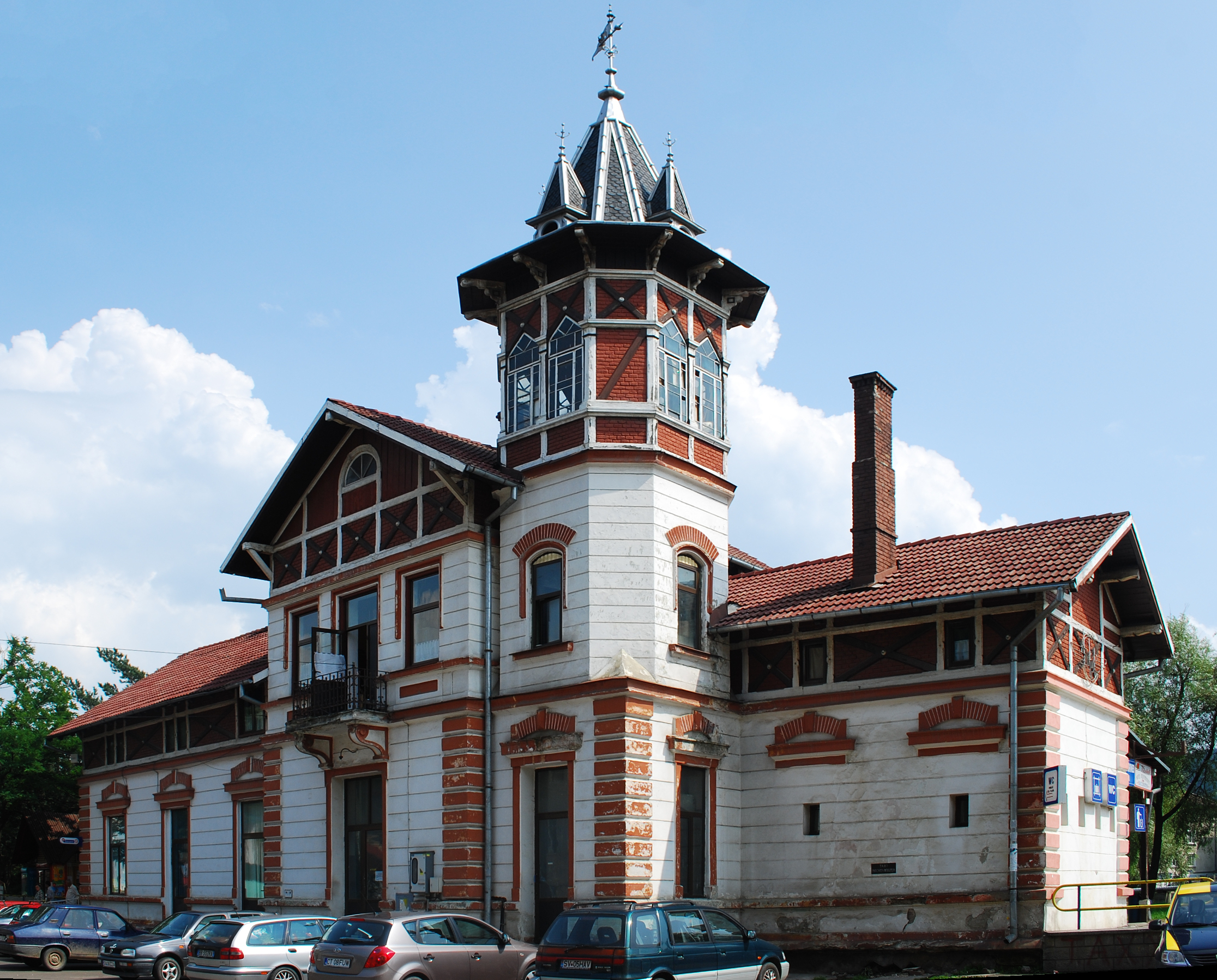
La gare Vatra Dornei Băi.